# Troine-Route
Troine-Route (en luxembourgeois : Trätter Strooss /tʀˈætɐʃtʀˈoːs/ ) est un lieu-dit de la commune luxembourgeoise de Wincrange.
Une chapelle (lb) est dédiée à saint Donat (célébré le 30 juin) sur le territoire de la localité. Elle comprend de nombreux vitraux qui composent le patrimoine religieux du Luxembourg.

## Géographie
Troine-Route est située dans le canton de Clervaux au Nord du Luxembourg à la frontière avec la Belgique, elle jouxte la localité de Moinet à l'ouest.

## Histoire
Jusqu'au 1er janvier 1978, Troine-Route appartenait à l'ancienne commune de Boevange. Lors de la fusion des communes de Asselborn, Boevange, Hachiville et Oberwampach, la localité est rattachée à la nouvelle commune de Wincrange.